# Microchilo syndyas
Microchilo syndyas is een vlinder uit de familie van de grasmotten (Crambidae). De wetenschappelijke naam van de soort is voor het eerst geldig gepubliceerd in 1938 door Meyrick. Hij werd gevonden op Java in Indonesië.